# Dextrinodontia molliuscula
Dextrinodontia molliuscula är en svampart som beskrevs av Hjortstam & Ryvarden 1980. Dextrinodontia molliuscula ingår i släktet Dextrinodontia och familjen Hydnodontaceae.   Inga underarter finns listade i Catalogue of Life.